# Siberia (pâtisserie)
Pour les articles homonymes, voir Siberia.

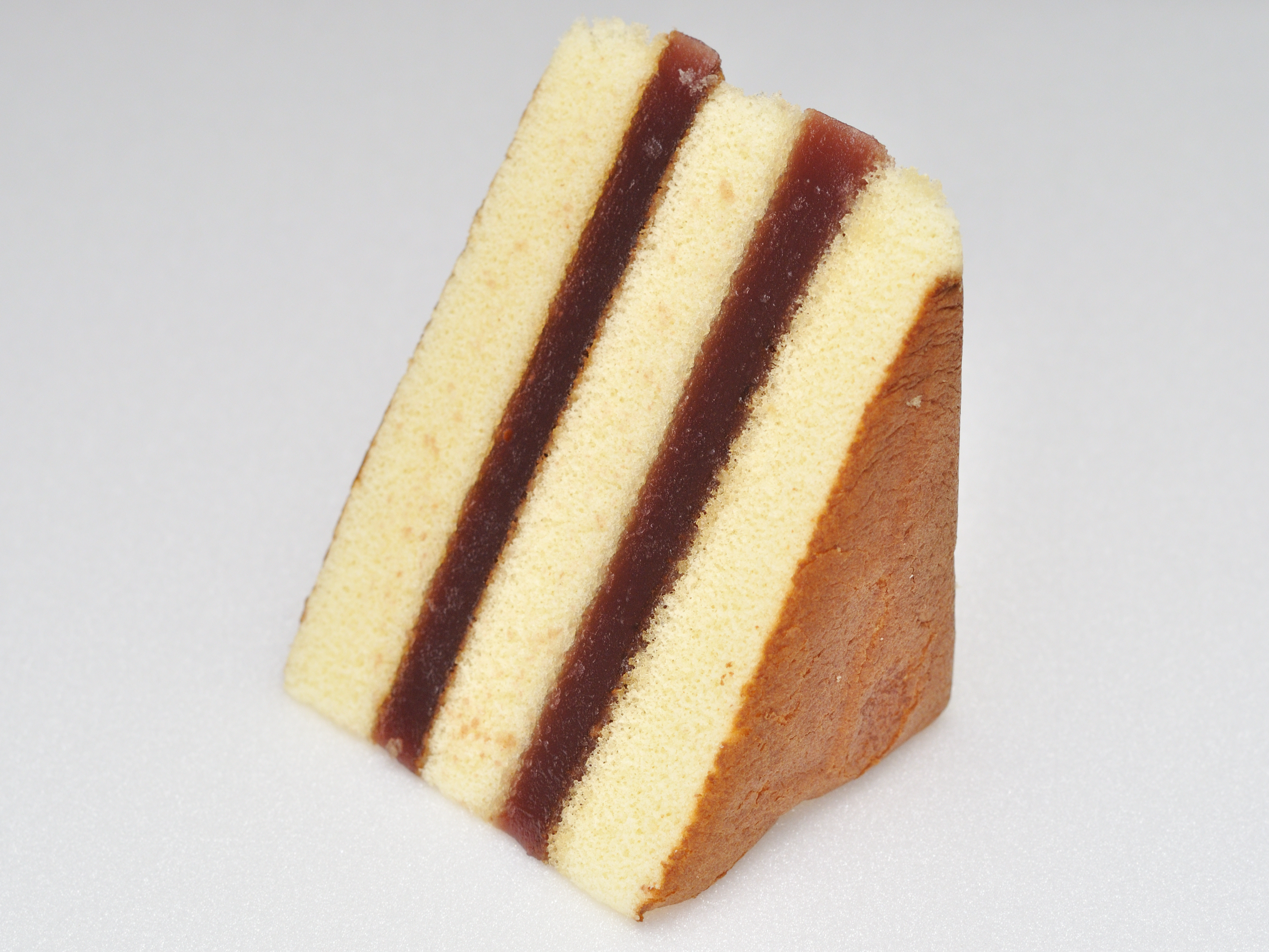
Deux tranches de Siberia.

Le siberia (シベリア) est une pâtisserie japonaise à base de castella fourrée au yōkan (pâte de haricots rouges sucrée). À ce titre, cette pâtisserie est parfois appelée « castella au yōkan ».

## Histoire

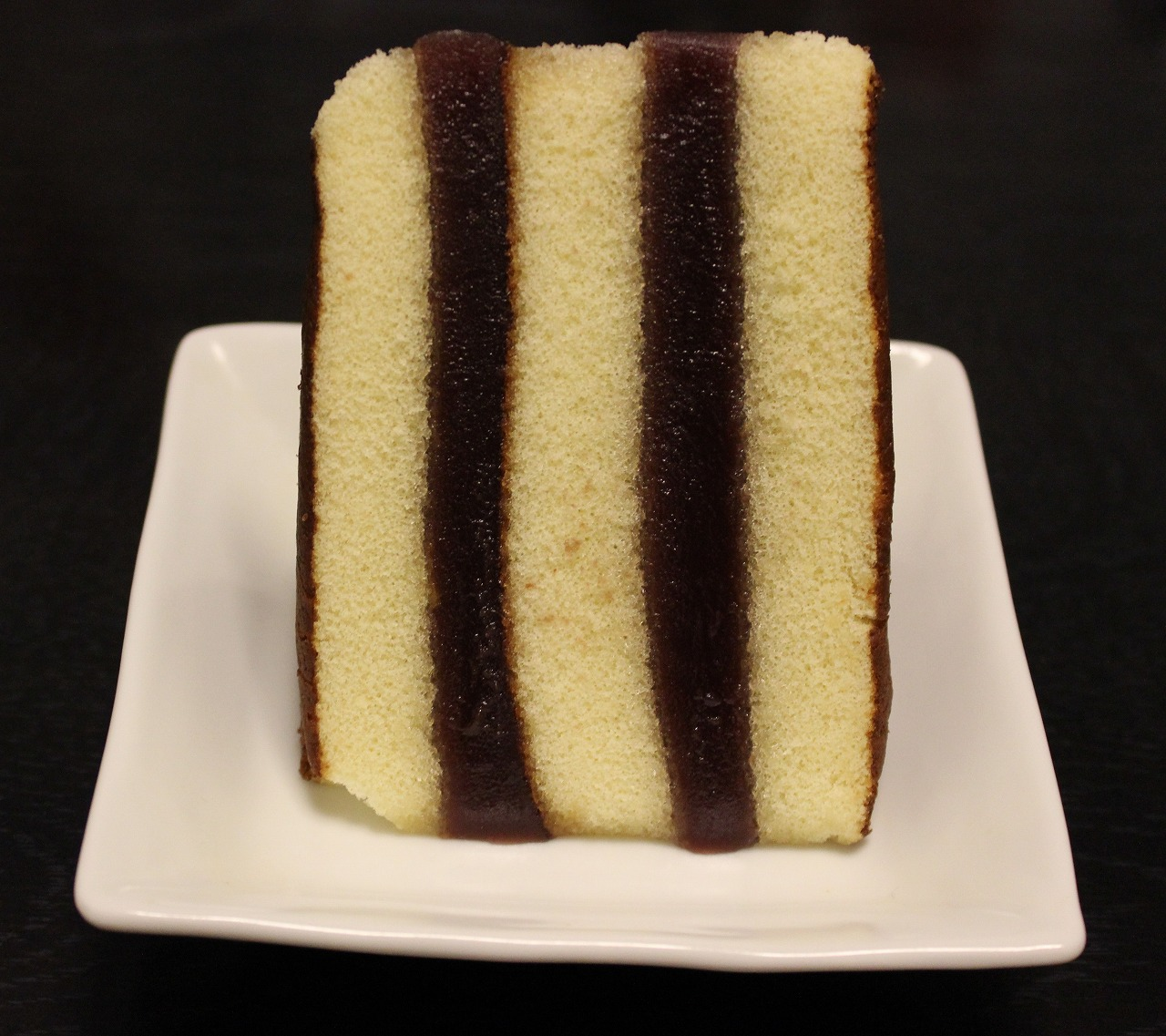
Un siberia à deux étages avec trois couches de castella et deux couches de yōkan.

Le siberia aurait été créé au Japon entre la fin de l'ère Meiji et le début de l'ère Taishō. Des documents font état de la fabrication de ce gâteau dans la pâtisserie Coty Bakery (コテイベーカリー) située dans la ville de Yokohama dès 1916. Cette pâtisserie existe encore aujourd'hui et est un des rares établissements se spécialisant dans la confection du Siberia de nos jours. Dans un de ses ouvrages intitulé Roppa no Kishoku-ki (ja) (ロッパの悲食記) publié pendant l'ère Taisho, l'auteur Roppa Furukawa décrit « des gâteaux dans les pots de la laiterie de forme triangulaire appelés siberia, constitué de yōkan blanc entre du castella ». Il est également possible de trouver des photographies en couleur datant des années 1930 dans un ouvrage intitulé Kikiga Tôkyo no Shokuji (聞き書 東京の食事), dans lequel le siberia est décrit comme « un sandwich de castella au yōkan ».

## Origine du nom
Le nom de cette pâtisserie reste aujourd'hui encore sujet à débat. Une théorie répandue voudrait que son nom vienne de son apparence évoquant une voie de chemin de fer passant au milieu de la neige. Une autre raconte que l'inventeur de ce gâteau aurait participé à la guerre russo-japonaise et aurait donné ce nom à la pâtisserie dont l'aspect lui rappelait les champs de bataille de la Sibérie. La dernière se base sur des faits historiques, et notamment l'intervention japonaise en Sibérie qui avait pour but d'apporter des renforts à l'Armée blanche qui luttait contre l'armée des Bolcheviks pendant la guerre civile russe. Le nom de siberia aurait alors été ramené par des soldats japonais après ce conflit.

## Préparation
Le siberia est composé de yōkan gélifié fourré entre des tranches de castella. La couleur du yōkan peut varier selon les recettes : brun, vert, rouge. Le nombre de couches de castella varie généralement entre deux et quatre. Le siberia est populaire dans les régions de l'est du Japon, particulièrement dans la préfecture de Chubu, là où cette pâtisserie aurait été créée. Elle est aujourd'hui vendue par des grandes chaines de distribution comme Yamazaki Baking.

## Dans la culture populaire
Le siberia a connu un regain de popularité après la sortie du film d'animation Le vent se lève des studios Ghibli, qui se passe dans les années 1940, notamment auprès des personnes ayant vécu à cette époque. Il s'y trouve une scène dans laquelle le personnage principal en achète deux parts pour les offrir à des enfants errants,,.